# Ragow-Merz
Ragow-Merz é um município da Alemanha, situado no distrito de Oder-Spree, no estado de Brandemburgo. Tem 43,54 km² de área, e sua população em 2019 foi estimada em 521 habitantes.